# Рихард Кол
Ричард Кол (на немски: Richard Koll) е немски офицер служил в Първата и Втората световна война.

## Биография

### Ранен живот и Първа световна война (1914 – 1918)
Рихард Кол е роден в Колберг, Германска империя през 1897 г. През 1914 г. се присъединява към армията като офицер кадет от 4-ти свързочен батальон. В началото на Първата световна война е произведен в офицер. След нея служи в Райхсвера.

### Втора световна война (1939 – 1945)
Между 1937 и 1940 г. командва 2-ри батальон от 11-и танков полк, а след това поема командването на полка, до 1943 г. На 1 август 1943 г. е произведен в чин генерал-майор. Следващото му назначение е в щаба на Главното командване на сухопътните войски. На 1 януари 1944 г. поема командването на 1-ва танкова дивизия, която ръководи до 19 февруари същата година. След това се завръща в щаба на моторизираните войски към ОКХ и остава там до края на войната.

## Военна декорация
| - Германски орден „Железен кръст“ (1914) – II (?) и I степен (?) - Германски орден „Кръст на честта“ - Германски орден Железен кръст (1939, повторно) – II (?) и I степен (?) | - Германски медал „За зимна кампания на изтока 1941/42 г.“ (?) - Германска „Танкова значка“ (?) - Рицарски кръст (15 юли 1941) |